# Зал славы Hallmark
Зал славы Hallmark (англ. Hallmark Hall of Fame) — американская программа-антология, которая выходит с 1951 года по настоящее время.
За время существования программы в ней было показано множество телевизионных фильмов, хотя изначально в ней были показаны телепередачи в прямом эфире, которые были заменены впоследствии на фильмы.
Программа представляет собой собрание телефильмов разных жанров для семейного просмотра, по большей части это экранизации известных художественных произведений.
«Зал славы Hallmark» является второй по продолжительности программой на американском телевидении. Хотя первые несколько лет фильмы антологии выходили в чёрно-белом формате, в 1954 года они стали выходить в цвете, что было редкостью для телепрограмм в тот период.
За свою историю программа получила более восьмидесяти премий «Эмми», двадцать четыре «Премии Святого Христофора», одиннадцать «Премий Пибоди», а также девять «Золотых глобусов». В отличие от других длительных телешоу, таких как «Закон и порядок», «Симпсоны» и «Дымок из ствола», Зал славы Hallmark выходит периодически, а не еженедельно.
Начиная с ноября 2011 года, фильмы, входящие в антологию, транслируются на канале АВС, через неделю происходит повторный показ на канале Hallmark Channel. С 2014 года проект выходит только на Hallmark.
Бюджет фильмов из серии «Зал славы» выше среднего, а производственные стандарты сравнимы с художественными фильмами.

## История

### Ранние годы
Серия является прямым продолжением двух радио антологий-драм, спонсированных Hallmark: Radio Reader’s Digest, для которого были адаптированы истории популярного журнала (хотя журнал и не спонсировал сериал), и его продолжения «Hallmark Playhouse», премьера которого состоялась на CBS в 1948. Hallmark Playhouse использовал в качестве основы более серьёзную литературу.
«Hallmark Television Playhouse» премьеровался 24 декабря 1951 года на NBC, первый эпизод — опера, написанная специально для ТВ — «Амаль и ночные посетители».
Playhouse — получасовой выпуск, выходивший раз в неделю. Его вела Сара Черчилл. В 1953, сериал был переименован в Hallmark Hall of Fame («Зал славы Hallmark»). Первый раз ведущая корпорация разрабатывала телевизионный проект специально для рекламы своих товаров зрителям телевизионной передачи. Программа стала настолько успешной, что Hallmark ставил её ещё несколько раз на протяжении 15 лет. Под руководством исполнительных директоров рекламного агентства, Hallmark также переделало радиопостановку Hallmark Playhouse в формат «Зал славы Hallmark».
Ранние постановки включали некоторые из классических работ Шекспира: «Гамлет», «Ричард II», «Укрощение строптивой», «Макбет», «Двенадцатая ночь» и «Буря». Персоналии, о которых снимались биографии были эклектичными — от Флоренс Найтингейл до Отца Флэнагана и Жанны Д’Арк. Популярные Бродвейские пьесы, такие как «Харви», «В случае убийства набирайте «М»» и «Целуй меня, Кэт» стали доступны массовой аудитории, большинство из них с актёрами, отличными от актёров предыдущих версий. В нескольких случаях, актёры снова сыграли свои оригинальные Бродвейские роли. В этих пьесах появлялись такие известные актёры, как Ричард Бёртон, Альфред Лант, Линн Фонтэнн, Морис Эванс, Кэтрин Корнелл, Джули Харрис, Лоренс Оливье и Питер Устинов, что было тогда на телевидении редкостью.
Две разные постановки «Гамлета» транслировались в рамках «Зала славы Hallmark»: одна с Морисом Эвансом в 1953, а другая с Ричардом Чемберленом в 1970. Обе длились менее двух часов. Эванс и актриса Джудит Андерсон сыграли в известной постановке «Макбета» на «Зал славы Hallmark» дважды, оба раза актёры второго плана были разными. Первый фильм 1954 года транслировался в прямом эфире из студии NBC в Бруклине, в то время как второй фильм 1960 года снимался в Шотландии и после американской телепремьеры был показан в кинотеатрах в Европе. Версия «Гамлета» Ричарда Чемберлена, которая также транслировалась в Великобритании, получила пять премий Эмми в рамках её показа в Зале славы Hallmark (всего 13 номинаций), став одной из самых номинируемых транслировавшихся шекспировских постановок.
В 1955 году программа Зал славы Hallmark сменила свой формат — теперь она транслировалась от 4 до 8 раз в год во время праздников и длилась 90 или 120 минут. Начиная с 1970 года, частота выхода передач снизилась до двух или трёх раз в год. Литературной основой фильмов были пьесы и романы известных авторов. В них участвовали театральные актёры и актрисы.
«Гамлет», «Макбет» и другие Шекспировские пьесы, которые экранизировались в программе «Зал славы Hallmark», были урезаны до продолжительности обычного фильма или самого «Зала славы Hallmark», который во время 1950-х, 60-х и 70-х не длился дольше двух часов, а иногда даже меньше. Почти не сокращённые шекспировские версии были показаны на National Educational Television (NET) и Public Broadcasting Service (PBS).
Результатом влияния продюсера Дуэйна К. Буги стало то, что «Зал славы Hallmark» начал использовать оригинальный материал — «Тетя Мэри» (1979) и «Дитя Четверга» (1983), хотя в основном и состоял из дорогих адаптаций американской и европейской литературной классики, таких как «Красавица и Чудовище» (1976) с Джорджем К. Скоттом, «Питер Пэн» (1976) с Мией Фэрроу, «Горбун из Нотр-Дама» Виктора Гюго с Энтони Хопкинсом, «Зима тревоги нашей» (1983) Джона Стейнбека c Дональдом Сазерлендом, «Хозяин Баллантрэ» (1984) Роберта Луиса Стивенсона с Майклом Йорком и «Повесть о двух городах» Чарльза Диккенса с Крисом Сарандоном. «Повесть о двух городах» стала первой постановкой Hallmark (и на данный момент одной из немногих), которая длилась более трёх часов. Фильм «Обещание» (1986) с Джеймсом Гарнером и Джеймсом Вудсом, получил две премии Золотой Глобус, пять премий Эмми и премию Пибоди. В 1980-х и 90-х также выходили телефильмы «Foxfire» (1987) с Джессикой Тэнди, «Апрельское утро» (1988) с Томми Ли Джонсом, «Меня зовут Билл В.» (1989) с Джеймсом Вудсом, «О, Пионеры!» (1992) с Джессикой Лэнг, «Урок пианино» (1995).

### После NBC
На протяжении почти трёх десятилетий сериал транслировался на NBC, но в 1979 году телеканал закрыл его из-за снижавшихся рейтингов. С тех пор сериал транслировался на CBS с 1979 по 1989 год (кроме короткого показа на PBS в 1981 г.), а затем на ABC по 1994.
В 1980-х и 1990-х фильмы серии «Зал славы Hallmark» часто имели бюджет, равный двум бюджетам других фильмов основных каналов. Фильмы Hallmark также иногда длились примерно на 10-15 минут дольше (или до 110 минут, не считая перерывов на рекламу), потому что их производство финансировалось компанией Hallmark Cards. В отличие от других фильмов телесетей того периода, съёмки для Hallmark проходили на натуре.
С 1982 года на проектах «Зала славы» стала работать компания Richard Welsh Company. Брэд Мур встал во главе программы в 1983 году.
CBS снова стал выпускать программу с 1994 по 2011 год, когда канал закрыл сериал из-за низких рейтингов. Канал выпускал по три серии в год.
27 ноября 2011 года «Зал славы» вернулся на канал ABC с фильмом Have a Little Faith, который дебютировал с низкими рейтингами.
В сентябре 2014 года стало известно, что «Зал славы Hallmark» будет выходить исключительно на канале Hallmark Channel, закончив 63-летнюю эру показа на основных телевизионных каналах. Первый эпизод, показанный на Hallmark Channel, — «Канун Рождества» с Энн Хэч. В рамках программы «Зал славы» на кабельном канале будут транслироваться максимум четыре оригинальных фильма. Также будет доступна библиотека «Зала славы»
В феврале 2016 компания Hallmark Cards, которая была задействованая в производстве «Зала славы» с самого начала, передала производство сериала подразделению Crown Media Holdings. Hallmark Cards будет продолжать спонсировать программу и следить за творческим процессом.

## Эпизоды
На видео было выпущено немного фильмов серии. Постановка 1960 года «Бури» и постановка 1966 года «Полуночная лампа» были выпущены на видео компанией Films for the Humanities; их не выпускали на DVD.
Hallmark Hall of Fame Productions — производственная компания, которая занимается продюсированием фильмов серии, её владельцем является компания Crown Media Productions.
Подразделение Hallmark Hall of Fame не владеет правами на большинство фильмов, выпущенных с 1951 по 1970-е. Канал Hallmark Channel с 1999 года пытается приобрести права на эти фильмы.